# Enumclaw
Enumclaw est une ville américaine située dans le comté de King dans l'État de Washington. La population de la ville était en 2000 de 11.116 habitants.
La ville est située près de Mont Rainier, un stratovolcan actif de la chaîne des Cascades, measurant 4 392 m d'altitude. La ville d'Enumclaw fait partie de la banlieue de Seattle.
La ville a été incorporée en 1913 à une époque où l'industrie minière (charbon) et l'industrie du bois étaient prépondérantes.
Elle compte aujourd'hui deux biens inscrits au Registre national des lieux historiques : la Louis and Ellen Olson House et le Trommald Building.